# ガレー船時代の海戦戦術

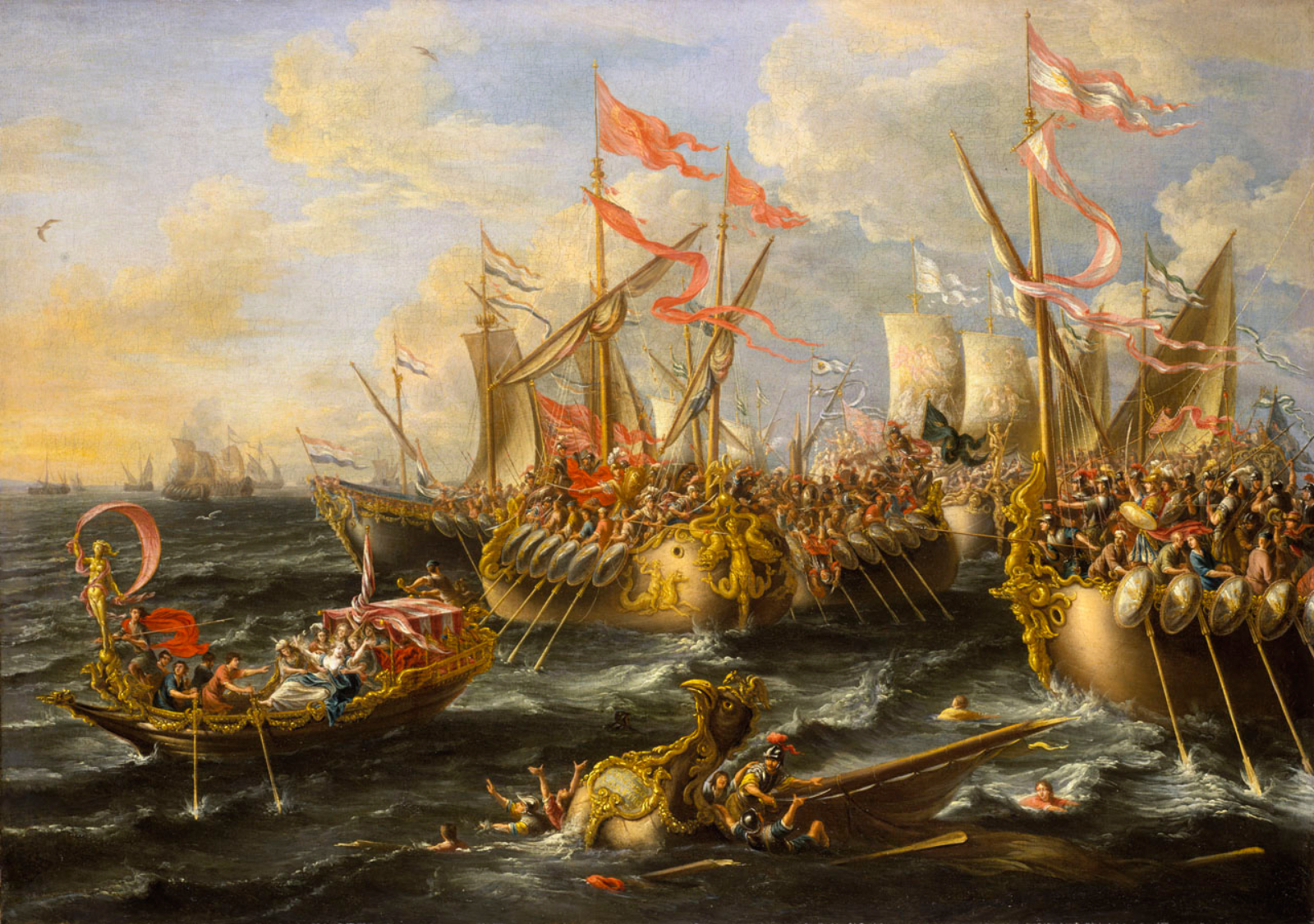
アクティウムの海戦

ガレー船時代の海戦戦術（ガレーせんじだいのかいせんせんじゅつ、英:naval tactics in the age of galleys）は、古代からガレー船が帆船に置き換わった時期1600年代初期までの間の海戦の戦術である。

## 武器
古代から中世の16世紀まで、海戦の武器は次のようなものだった。
1. 船そのもの。敵船を打ち壊すために船首には衝角が装備されていた。
2. 船員や戦闘員の刀槍に類する白兵戦用の武器。
3. 飛び道具、すなわち舷墻に固定された石弓の矢、弩、弓矢、帆桁や柱から落とされる重石、敵船に火を付ける様々な手段：例えば火矢、あるいは管を使って吹き出すギリシア火薬（これはcannaeと呼ばれcannonの語源となった）。

ギリシア火薬については、液体状の焼夷剤とも伝えられるが、その詳細は明らかでない。また、中世東ローマ帝国では火薬の使い方も知られていたと考えられている。14世紀に火砲が導入されたあとも、これらの飛道具の威力は貧弱であり、海戦はすべて接近戦が主体であった。
接近戦は、衝角を使って船をぶつけること（衝角戦術）と、敵船に乗り移ること（移乗攻撃）により戦われた。ただし、衝角戦術はオールで漕いで進む船でのみ可能で、帆船はよほど追い風を受けてなければ、ぶつけることができなかった。軽風では効果は少なく、風下からなど望むべくもなかった。

## 軍船の条件
艦隊は接近戦に頼るため、戦闘用の船には二つの条件が要求された。
- 船が小さく軽いこと。つまり船員がオール（櫂）で操れること。
- 船に多くの乗員を乗せられること。漕ぎ手として及び敵船への乗船、乗船してきた敵兵の撃退のための戦闘員として必要だった。

古代から中世にかけては、三段櫂船や他の軍船にも帆が存在した。これは通常の移動において、重労働である漕ぎ手の労力を軽減し、戦闘時の力を蓄えておくためである。帆は戦闘中には巻き上げられており、安全な港が近くにあるときは戦闘前に取り外されることもあった。
上記の条件は紀元前5世紀のアテナイ提督フォルミオンにも、10世紀のノルウェー王オーラヴ1世にも、また1571年のレパントの海戦における神聖同盟、オスマン帝国両軍指揮官の場合にも同様にあてはまった。それぞれのオールと帆の使う割合が多少違うだけである。

レパントの海戦

地中海の外では、古代のフェニキア人やギリシア人、ローマ人らの操った船の系譜を引く長さ120フィート幅20フィートの細長形で軽いガレー船での航海は難しかった。しかし、ヴァイキング時代に進歩を遂げたノルウェーのようなスカンジナビアの船の船幅は船長の3分の1であり、荒海を乗り切れたばかりでなく、軽くて喫水が浅いために漕ぐのも容易なら、海岸に乗り上げるのも容易だった。
中世の船の中にはかなりの大きさのものがあるが、これらは例外であり、多くは動きが鈍く軍船と言うよりも輸送船であった。軍船が中規模の大きさで乗員も多い場合、長期の航海に就いたり、文字通りの意味で海上封鎖に使うことは、古代や中世の提督達の力を超えたものだった。貿易に使う船は追い風を受ければ速度6ノット程度が期待できた（これはクック船長の航海における平均速度の倍である）。しかし、戦闘用艦隊は、長期の航海において乗員に必要な十分な水や食料を積載することができなかった。ガレー船を使っている限り、つまり18世紀半ばまでは、軍船はできる限り港に繋留され、漕ぎ手のためのテントを甲板の上に張っておくのが常であった。艦隊は補給を受けるために海岸に沿って航海する必要があった。
漕ぎ手に対しては主体的な戦闘能力が期待されることもあった。映画『ベンハー』に見られるような鎖でつながれた強制的な奴隷労働ではなかったと考えられている。

## 基地の確保
海岸に食料を蓄えたり、乗員が休息を取る基地を確保する必要があったため、大がかりな作戦行動の場合、準備に時間がかかった。また、敵を待ち構えたり港を監視する場合は、近くの海岸に拠点を確保し、軍船を引き上げて待機した。そのような拠点を確保することによりシラクサのコリント同盟はアテネ艦隊を捉えることができた。古代ローマはリリバウムの監視で同じことをやったが、ロードス島のハンニバルはローマ艦隊が出撃する前に海上封鎖を脱出した。ノルウェー人は船を海岸に引き上げ、柵で囲った上で内陸に進軍した。ホメロスの時代のギリシアも同様で、他にやり様が無かったと言える。1285年のルジェッロ・ディ・ラウリアは、フランス軍が見え通り過ぎるまで、ホルミガスの海岸にガレー船を止めて待った。1350年、イングランド王エドワード3世はスペイン艦隊が視界に入るまでウィンチェルシーに留まっており、レパントの海戦での神聖同盟軍は最後の瞬間までドラゴネラ近くに碇を降ろしていた。

## 隊形
冒頭で述べたように、海戦の戦いは接近戦であり、船をぶつけ、刀で斬り合い、石弓や弓で矢を交わし、鉄や鉛の塊を投げ合い、火矢を投げ合うものだった。このために艦隊の陣形や戦術は、戦闘に参加する者すべてに同じ様に影響を与えた。戦闘隊形は単横陣、つまり船がすべて船首を敵に向けて横に並び、全勢力が同時に戦闘にかかるものだった。船首をぶつけるのと同様に敵船に乗り込むのも船首からだった。もし船が船腹をくっつけあっていた場合は、オールにより飛び移ることを妨害されることになる。

## 戦術
船をぶつけるか、乗り移るかの判断は、漕ぎ手の技量に依存する部分がある。初期ペロポネソス戦争時には練度が高かったアテネ人は、主に衝角戦術を用いた。彼らは敵の戦列に突進し、敵船の片方の船腹にあるオールを削ぎ落とした。このやり方がうまくゆくと、帆船の帆綱を切ってマストを倒したのと同じような効果を生んだ。その結果攻撃した船は旋回して、動きの落ちた敵船の船尾に衝角で攻撃することができる。しかし衝角による攻撃は、その船が堅牢に造られていなければ大変危険であり、衝撃で衝角が壊れることもあった。アテネ人はこの危険性を承知しており、その三段櫂船の船首を強化して、より堅牢なアケメネス朝の船に立ち向かったが、その代わり船の動きは鈍くなった。
実際に衝角による攻撃が成功するかは技術と幸運の組み合わせであり、多くの古代の海戦では衝角による攻撃は補助的な役割だった。ローマ人はカルタゴの衝角戦術に対抗するために「コルウス（corvus)」を発明した。これは敵船の衝角に引っかける鉤針をつけたはしごであり、敵船に乗り移る道を作った。しかしこの武器はあまり実戦に用いられていない。なぜならば航海中はコルウスが邪魔になり、海が荒れた場合は常に艦隊を自殺行に追いやったからである。
14世紀に火砲が導入されると、火砲は主にガレー船の船首に据え付けられたため、船首が敵に接する前に火砲を発射することは悪いやり方だと考えられた。船首の衝突より前に発射すると、早すぎる発砲となる危険性があり、当時の火砲は再装填に時間がかかったからである。士官好みのやり方は、最後の瞬間に発砲して、乗り移るための進路を開くことであった。
中世には、乗り移りに対する防御策として、弱い船を僚船とつなぎ合わせ、オールとマストを用いて障壁を作ることが行われた。しかし、1000年のスウォルダーの海戦でのノルウェー王オーラブ・トリグヴァソンや、1340年のスロイスの海戦でのフランス軍がこの防御法を採用したが、側面からの攻撃に弱いという欠点をさらけ出してしまった。衝角による衝撃に対応するために、中世の船は「ひげ面 (bearded)」すなわち、鉄帯で船首の周りを強固に補強した。
古代に広く知られた海戦の戦術は東ローマ帝国からイタリアの海運都市国家へ、さらに西洋に広められた。